# 브렛 화이틀리
브렛 화이틀리(영어: Brett Whiteley, 1939년 4월 7일 ~ 1992년 6월 15일)는 오스트레일리아의 미술가이다.

## 생애[1]

### 초기 교육
브렛 화이틀리는 1939년 4월 7일 오스트레일리아 시드니에서 출생했다. 시드니 교외의 롱그빌(Longueville)에서 자랐고, 장로교에서 만든, 초등부터 고등까지 전 교육을 책임지는 기숙사 학교인 스콧츠(구. The Scots School, Bathurst, 현. Scots All Saints College)에서 교육을 받았다. 아주 이른 나이에 드로잉을 시작했고, 십대 때는 주말마다 뉴사우스웨일스의 서부 중앙이나 캔베라에 나가 유화를 그렸다. 1958년에 그린 <수프 키친>과 같은 초상화 연습을 많이 했다. 당시 브렛은 광고회사 린타스(현재 MullenLowe Lintas Group)의 일을 하고 있었는데 시드니 시청 뒤에 있는 야간보호소(the City Night Refuge)와 노숙자 식당(the Soup Kitchen)에 자주 나가 식당에 앉아 있는 남자들을 관찰하며 스케치를 하거나 유화를 그리곤 했다. 러셀 드라이스데일(Russell Drysdale, 1912~1981)과 윌리엄 도벨(William Dobell, 1899~1970)의 인물화 작품들에 관심이 많았고, 도시의 거리 장면들을 그린 살리 허만(Sali Herman, 1898~1993)의 작품들도 뉴사우스웨일스 주립미술관(AGNSW)에 가서 연구했다. 시드니 서쪽 달링허스트(Darlinghust)에 위치한 국립미술대학(NSW)에서 브렛은 1956년부터 1959년까지 드로잉을 배웠고, 시드니의 줄리안 애쉬튼 미술학교)(Julian Ashton Art School)를 졸업했다. 러셀 드라이스데일의 심사로 이탈리아 정부로부터 1959년 장학금을 받게 되어 1960년 1월 23일 유럽으로 떠났다.

### 런던 시절
런던의 공공기관인 화이트채플 갤러리 관장인 브라이언 로버트슨(Bryan Robertson, 1925~2002)을 만난 뒤에 브렛은 1961년 <근래 오스트레일리아 회화(Recent Australian Painting)>란 그룹전에 작품을 출품했다. 그의 빨간색 무제 페인팅을 테이트 갤러리(Tate Gallery)에서 사갔고, 그는 지금까지도 테이트가 소장한 최연소 작가로 이름을 남기고 있다. 1961년 브렛은 유네스코에서 후원하고 국제조형예술협회 프랑스 위원회에서 주최한 파리 세계청년화가대회에 오스트레일리아 대표로 참가했고, 다시 런던으로 돌아가 1962년 웬디 줄리우스와 결혼했다. 2년 뒤인 1964년 무남독녀로 아키를 낳았다.
런던 체류 중 브렛은 수영, 동물원, 런던 미술품경매회사 크리스티스 등 서로 다른 시리즈들을 그렸다. 이 기간 중 그는 1960년대 영국 현대작가들의 영향을 받아 갈색 계열의 추상화를 그렸다. 영국 현대작가들 중 특히 윌리엄 스콧(William Scott, 1913~1989), 로저 힐튼(Roger Hilton, 1911~1975)의 영향을 많이 받았다. 오스트레일리아 작가들이 대거 런던에서 전시를 하는 중에 이 갤색 추상화로 자신을 알리기 시작했지만, 신혼여행으로 프랑스 씨정(Sigean)에서 여름을 보낸 후 그는 추상에서 벗어나 1963년부터 다시 구상으로 방향을 돌린다. <욕조의 여인>(1963) 같은 목욕탕 연작들이 이 때 그려진다.
1964년 브렛은 그가 살고 있던 지역에서 연쇄살인을 저지른 존 레지 크리스티(John Reginald Christie, 1899~1953)에 매혹되어 <크리스티 두상>(1964)>과 같이 이 사건과 관련된 일련의 그림들을 그린다. 이 때 그는 <두 마리 인도네시아 기린>(1964) 같은, 런던 동물원의 동물들 그림도 그리고 있었다. 그는 "동물 그림은 그것들이 너무 빨리 움직이기 때문에 백열(白熱)하는 필치로 재빨리 그려야 한다. 부분적으로는 그 동물이 내면적으로 느끼고 있으리라 추측하는 것을 그림을 그리면서 작가 스스로 느끼는 것이 고통스럽기 때문이기도 하다."라고 말했다.
그는 귀국해 미국 연수 보조금을 따낸 뒤 런던으로 돌아가기 전 오스트레일리아에 잠시 머무르면서 노란 기운이 강한 그림과 꼴라쥬로 해변의 이미지들을 창출하기도 했다.

### 뉴욕 시절
1967년 브렛은 뉴욕시의 연방재단연구비(Commonwealth Fund Fellowship)를 받아 뉴욕에서 공부하고 작업을 할 수 있게 되었다. 호텔 첼시아에 머무는 동안 그는 밥 딜런(Bob Dylan)이나 재니스 조플린(Janis Joplin) 같은 음악가들과 예술가들을 만나 친구가 되었다. 그가 뉴욕에서 받은 첫인상은 <뉴욕 1>(1968)과 같은 작품에서 엿볼 수 있다. 미국이 그에게 미친 영향 중 하나는 그의 작품 사이즈가 커진 데 있다. 그는 당시 미국 평화운동의 영향을 받아 1960년대 베트남 반대운동에 가담하기도 했다. 그 때의 대표적인 그림이 1년 내내 하루 종일 매달려 유화와 꼴라쥬와 각종 것을 이용해 나무판에 만든 대작인 <아메리칸 드림>(1968~1969)이다. 한 쪽의 꿈처럼 평화롭고 고요한 바다 모습으로부터 시작해 파괴와 혼돈으로 점차 이동해 가는데, 빛과 붉은 색과 폭발이 서로 엉겨붙은 채 그려져 있다. 핵전쟁으로 인해 홀로코스트로 끝날 무의미한 전쟁에 대한 그의 반응이고 세계가 나아가고 있는 방향에 대한 그의 질타라고 할 수 있다. 이 작품의 많은 부분은 알콜과 마리화나와 기타 약물을 복용한 그의 경험에서 온 것이기도 하다. 호텔 첼시아에서 만난 그의 예술가 친구들이 헤로인을 하고 있었고, 당시에 브렛은 헤로인까지는 흡입하지 않았지만 술을 과도하게 마셔 알콜 남용으로 병원에 두 번이나 입원했다. 22미터에 달하는 그 작품은 꼴라쥬, 사진, 플래쉬 라이트 등으로 화려하게 마무리 되었다. 하지만 그와 전속계약을 맺은 말보로 거슨 갤러리(Marlborough-Gerson gallery)는 그 작품을 전시하고 싶어하지 않았고, 브렛은 그 때문에 너무 마음이 심란해져서 뉴욕을 떠나기로 마음 먹었다. 그는 피지섬으로 휴식 차 떠났다.

### 연금술 시기
브렛이 1972년부터 1973년에 제작한 <연금술>의 일부는 약간의 변형을 거쳐 1984년 발매된 다이어 스트레이츠(Dire Straits) 라이브 앨범 <연금술>(Alchemy)의 표지로 쓰였다. 그 작품은 일본 소설가 미시마 유키오의 초상으로 시작해 왼쪽의 폭발하는 태양으로부터 오른쪽으로 이동하듯 읽히는 그림인데, 할복자살을 한 미시마 유키오의 모습이 브렛에게 영감을 주었고 이 작품의 토대를 이루었다. 하지만 브렛은 미시마 유키오의 초상을 끝내 완성하지 못했다. 이 작품을 위해 브렛은 새의 깃털, 새둥지의 일부, 유리 눈알, 조개껍질 조각, 플러그 등 그가 갖다 쓸 수 있는 모든 것을 재료로 사용했다. 오랜 시간동안 에너지와 아이디어를 표출시켜 한데 쏟아부은 이 작품은 브렛의 자화상으로 여겨지고 있다.

### 시드니 항구와 풍경 시기
브렛은 시드니 항구를 내려다보는 풍경을 그리는 것을 좋아했다. 1975년 작 <발코니 2>(The balcony 2)나 1976년 작 <과거로 인테리어 되다>(Interior with time past) 같은 작품에서 그가 본 시드니 항구가 드러난다. 그 외에도 오스트레일리아 풍경을 많이 담았는데 그 중 뉴사우스웨일스의 해변 그림이 많다. 그는 뉴사우스웨일스의 라벤더 베이(Lavender Bay)에 마침내 정착했다. 거기서 그는 다양한 약물을 실험해보면서 그림을 그렸다. 알콜에 젖어 그린 그의 유머러스한 그림 <와인 세 병 후 자화상>(Self-portrait after three bottles of wine, 1971) 같은 것이 그런 예이다.

### 후기 시절
브렛은 점점 더 알콜에 의존하게 되었고 마침내는 헤로인에 중독되기에 이른다. 미술시장에서의 그의 상품 가치는 점차 올랐지만 당연히 모든 비평가들이 그의 작품을 높이 평가하지는 않았다. 그는 술을 끊고 알콜중독을 치료하려고 여러 차례 노력했지만 매번 실패했고 뮤즈라고 부르던 그의 아내 웬디와 1989년 마침내 이혼하고 만다. 브렛은 퀸스랜드 출신의 모델이자 메이컵 아티스트인 제니스 스펜서(Janice Spencer)와 연애하면서 일본 등 해외 각지로 여행을 떠났다. 다이어 스트레이츠 밴드의 친구들인 마크 노플러(Mark Knopfler)와 존 아이슬리(John Illsley)등과도 어울렸다.
죽기 전 마지막 4년동안 뉴사우스웨일스 미술관이 그의 집과 작업 공간을 브렛 화이틀리 스튜디오(the Brett Whiteley Studio) 미술관으로 개조했다. 그리고 1991년에는 오스트레일리아 정부로부터 오피서 훈장(an Officer of the Order of Australia)을 수여 받았다. 하지만 그 다음 해인 1992년 그는 아편 과다복용으로 인해 뉴사우스웨일스 티룰(Thirroul)에 있는 한 모텔 방에서 숨진 채 발견되었다. 그의 나이 53세였다.
1999년 그의 어머니 베릴 화이틀리(Beryl Whiteley, 1917–2010)가 아들을 추모하여 장학사업(Brett Whiteley Travelling Art Scholarship)을 시행했다.

## 수상
- 1976 Archibald Prize (Self portrait in the studio) / Sulman Prize (Interior with time past)
- 1977 Wynne Prize (The Jacaranda tree - On Sydney Harbour)
- 1978 Archibald Prize (Art, Life and the other thing) / Sulman Prize (Yellow nude) / Wynne Prize (Summer at Carcoar)
- 1984 Wynne Prize (The South Coast after rain)
- 1999 Wynne Prize (The Jacaranda tree) (1977)

## TV 다큐멘터리
미국방송사 ABC에서 그의 다큐멘터리를 방영했다. 오스트레일리아 다큐멘터리 감독 돈 피더스톤이 1989년 제작한 <맛보기 어려운 기쁨(Difficult Pleasure)>이다. 거기서 브렛은 다음과 같이 말한다. "페인팅은 어떻게 보이느냐와 무엇을 의미하느냐 사이의 논쟁이다."(Painting is an argument between what it looks like and what it means.)

## 전기문
오스트레일리아 신문의 편집자인 애쉴리 윌슨(Ashleigh Wilson)이 쓴 <브렛 화이틀리: 삶과 예술과 기타>(Brett Whiteley: Art, Life and the Other Thing)가 2016년에 발간되었다.

## 오페라
2018년 8월 오스트레일리아 오페라단이 브렛 화이틀리의 삶을 토대로 한 오페라를 제작할 것임을 발표했다. 2019년 7월 시드니 오페라 하우스에서 초연될 것이라고 했다.

## 영화
2017년 제임스 보글(James Bogle)이 감독한 브렛 화이틀리의 전기영화 <화이틀리>가 오스트레일리아에서 개봉되었다.

## 같이 보기
- 오스트레일리아 훈장